# Keiko Kubota
Keiko Kubota (窪田啓子, Kubota Keiko, * 5. prosince 1985), vystupující pod mononymem Keiko (stylizovaným jako KEIKO), je japonská popová zpěvačka. Je jednou z vokalistek projektu FictionJunction Juki Kadžiury a mezi lety 2008–2018 byla členkou skupiny Kalafina.

## Biografie
Keiko pochází z tokijské Šibuji. V prosinci roku 2005 založila se zpěvačkou Mariou vokální rockové duo Itokubo; společně vydaly jedno CD. Od roku 2005 je rovněž členkou projektu FictionJunction, v rámci něhož nahrála dvě písně – píseň Kaze no mači e (風の街へ), která se stala jednou z ústředních melodií anime Cubasa: Reservoir Chronicle, a píseň Nohara (野原).
V roce 2007 se s vokalistkou Wakanou, jež byla rovněž členkou FictionJunction, přidala k nově založenému sesterskému projektu Kalafina. V roce 2008 roce vydaly svůj první singl Oblivious. V průběhu své desetileté existence Kalafina vydala pět studiových alb a dvě kompilační alba. Keičin hlas byl agenturou Space Craft popsán jako „podmanivý bas“. Skupinu opustila v dubnu 2018. V roce 2019 se opět připojila k FictionJunction a vystoupila na koncertu soundtracku anime Princess Principal.
V dubnu 2020 oznámila práci na sólovém albu pod záštitou Avex Trax. V květnu téhož roku vydala svůj první sólový singl Inoči no hana / Be Yourself, přičemž skladba Inoči no hana byla jejím prvním textařským počinem. V září odzpívala svůj první sólový koncert, KEIKO First Live K001 - I’m home. Avizované album s titulem Lantana vydala 2. prosince 2020. 16. prosince vystoupila na svém druhém sólovém koncertu s názvem KEIKO Live K002 ** Lantana * Saita jo v koncertní hale Zepp v Tokiu. Akce byla ke zhlédnutí rovněž prostřednictvím živého vysílání. Album Lantana se umístilo na 32. příčce žebříčku alb Oricon.

## Diskografie

### Singly

#### Hlavní singly
Inoči no hana (命の花) / Be Yourself (2020)
Ray / Hadžimari wa (始まりは) (2020)
Sakura o goran / Waratte jaru (桜をごらん / 笑ってやる) (2021)
Nobody Knows You (2021)

#### Spolupráce
My Hero ~Kiseki no uta~ (My Hero〜奇跡の唄〜) (2021) – charitativní píseň na pomoc dětským onkologickým pacientům

### Studiová alba
Lantana (2020)

### Videoalba
KEIKO Live K002 Lantana - Saitayo (咲いたよ) (2021)

### Další tvorba
Kaze no mači e (風の街へ) (2005) – ústřední znělka epizod 19 a 21 anime Cubasa: Reservoir Chronicle